# Andrea Piccini
Andrea Piccini (Sansepolcro, 12 dicembre 1978) è un pilota automobilistico italiano.

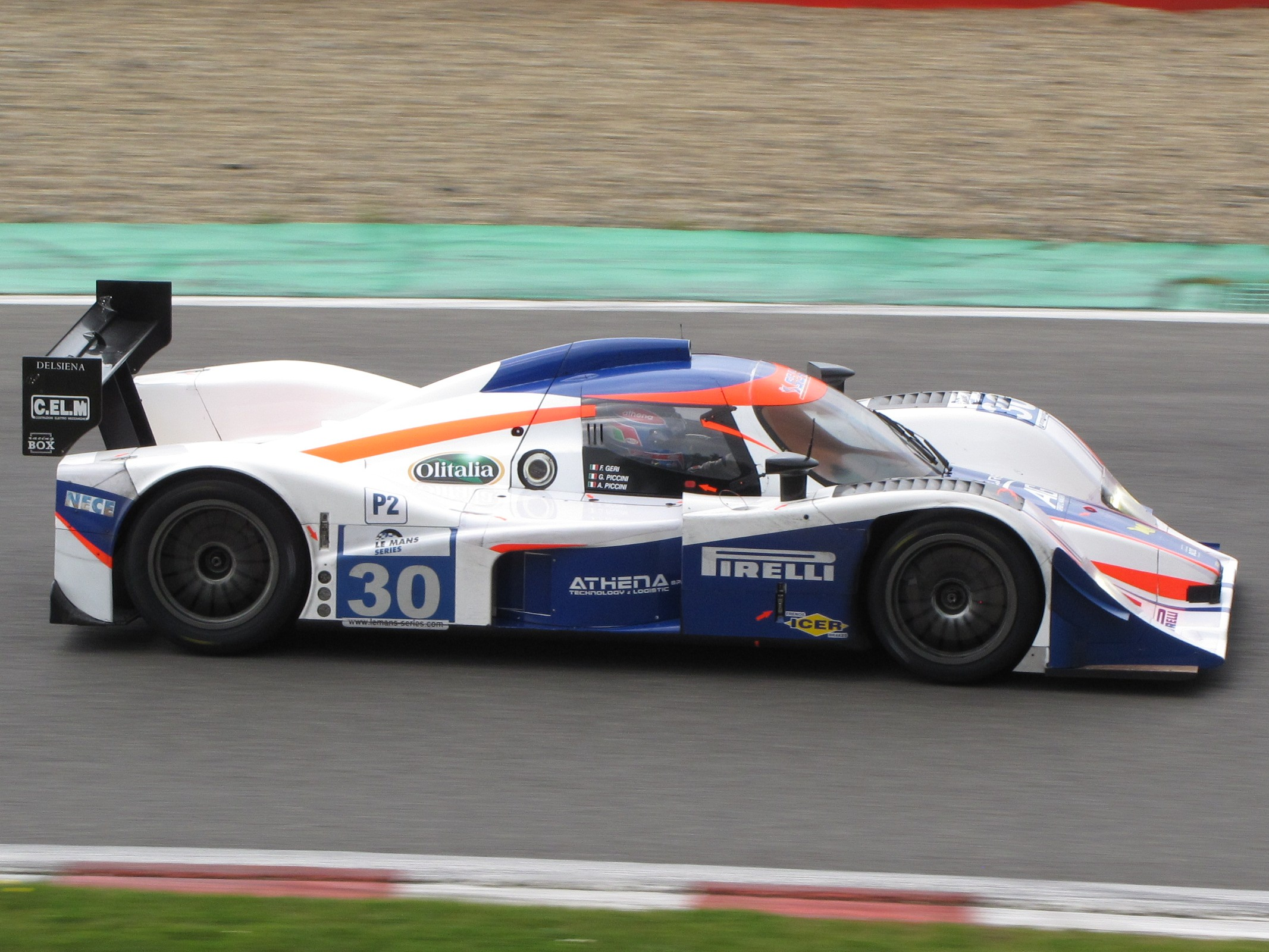
Andrea Piccini su una Lola B08/80 ai 1000 km di Spa 2010.

Nell'edizione 2011 del Campionato del Mondo FIA GT1, su Aston Martin DBR9, si è classificato al terzo posto nella classifica piloti in coppia con il tedesco Christian Hohenadel, laureandosi Campione del Mondo a squadre con il team Hexis AMR.